# Pangomyia pictipes
Pangomyia pictipes är en tvåvingeart som beskrevs av James 1978. Pangomyia pictipes ingår i släktet Pangomyia och familjen vapenflugor. Inga underarter finns listade i Catalogue of Life.